# Гремячинск (Бурятия)
Гремя́чинск — село в Прибайкальском районе Бурятии. Административный центр сельского поселения «Гремячинское».
Входит в особую экономическую зону рекреационного типа «Байкальская гавань».

## География
Расположено на берегу Байкала в 138 км к северо-северо-востоку (ССВ) от города Улан-Удэ, в 82 км от районного центра, села Турунтаево, на Баргузинском тракте. К юго-востоку в 200 метрах от Гремячинска лежит небольшое озеро Дикое; в 1,5 км к юго-западу — устье реки Кики. У северной окраины села бежит ручей Гремячий, от которого происходит название села.

## История
Село, вероятно, основано в конце XVIII века старообрядцами, переселившимися на берега Байкала к устью реки Кика у ручья Гремячего из южных районов Забайкалья.
К моменту образования Прибайкальского района в 1940 году в Гремячинске насчитывалось 88 дворов и 369 жителей. В селе находился рыбацкий колхоз «Свободный путь». В годы войны Гремячинский рыбопромысловый район был одним из основных добытчиков рыбы в Бурятии, поставлявшим сотни тысяч центнеров омуля.

## Население
| 2002 | 2010 |
| ---- | ---- |
| 757  | ↗846 |

## Инфраструктура
Сейчас в селе около 350 дворов и около тысячи жителей. Основное занятие жителей — обслуживание туристов и отдыхающих, рыболовство. Есть лесничество, средняя школа, детский сад, отделение МЧС России, магазины, отделение Почты России, отделение «Ростелеком», базы отдыха различных организаций, несколько кафе, катеры «Грозный» и «Мираж». Установлены терминалы оплаты, банкомат Сбербанка.

## Климат
Климат Гремячинска умеренно континентальный. Благодаря влиянию Байкала, весна и осень здесь продолжительнее, зима мягче, а лето прохладнее, чем в отдалённых от озера местах. Летом у озера довольно холодно, если поднимается ветер — не обойтись без куртки. Зимой выпадает большое количество снега.
| Показатель              | Янв.  | Фев.  | Март | Апр. | Май | Июнь | Июль | Авг. | Сен. | Окт. | Нояб. | Дек.  | Год  |
| ----------------------- | ----- | ----- | ---- | ---- | --- | ---- | ---- | ---- | ---- | ---- | ----- | ----- | ---- |
| Средняя температура, °C | −17,2 | −16,9 | −9,8 | −1,1 | 5,8 | 10,7 | 14,7 | 14,6 | 8,6  | 2,0  | −5,6  | −10,4 | −0,2 |
| Источник: World Climate |       |       |      |      |     |      |      |      |      |      |       |       |      |

## Достопримечательности
В селе сохранилась часовня — памятник градостроительства и архитектуры. Дата создания начало XX века.

 Объект культурного наследия народов РФ регионального значения. Рег. № 031410059540005 (ЕГРОКН)